# Samarzee
De Samarzee is een binnenzee in de Filipijnen, die zich tussen Luzon en de eilandengroep Visayas bevindt. De zee wordt omgeven door Samar in het oosten, Leyte in het zuiden, Masbate in het westen en Luzon in het noorden. Via de San Bernardinostraat is hij verbonden met het westen van de Grote Oceaan en via de smalle San Juanicostraat met de Golf van Leyte. In het westen grenst de Samarzee aan de Visayanzee en via de Masbate Pass en Ticao Pass staat hij in verbinding met de Sibuyanzee. Het water heeft een oppervlakte van 198 vierkante kilometer.
Het grootste eiland dat in dit water gelegen is, is Biliran. Andere eilanden zijn, vanuit zuidwestelijke richting bekeken, onder meer Buad, Daram, Maripipi, Santo Niño, Almagro, Camandag, Tagapul-an, Capul, Dalupirit en de Naranjo-eilanden.